# Danh sách đĩa nhạc của Taeyeon
Kim Tae-yeon, thường được biết biết với nghệ danh Taeyeon, là một nữ ca sĩ người Hàn Quốc. Trong suốt sự nghiệp của mình, cô đã cho ra mắt 3 album phòng thu, 8 đĩa mở rộng, 39 đĩa đơn (gồm 19 bài hát nhạc phim). Cô ra mắt công chúng với tư cách là thành viên nhóm nhạc nữ Girls' Generation vào tháng 8 năm 2007. Năm 2008, cô bắt đầu được công chúng biết đến sau khi phát hành hai bài hát nhạc phim "If" của Hong Gil-dong và "Can You Hear Me" của Beethoven Virus. Sau đó cô tiếp tục khẳng định tên tuổi của mình với các bài hát nhạc phim "I Love You" của Athena: Goddess of War (2010), "Missing You Like Crazy" của The King 2 Hearts (2012) và "And One" của Gió đông năm ấy (2013).
Taeyeon bắt đầu hoạt động với tư cách là một ca sĩ solo từ tháng 10 năm 2015 với đĩa mở rộng đầu tay I. Đĩa đã đạt đến vị trí thứ hai trên bảng xếp hạng Gaon Album Chart và đã bán được trên 140.000 bản. Đĩa đơn cùng tên của đĩa thì đạt vị trí thứ nhất trên bảng xếp hạng Gaon Digital Chart và đã đạt trên 1,8 triệu lượt tải về. Đĩa mở rộng thứ hai của cô với tên gọi Why được phát hành vào tháng 6 năm 2016. Đĩa đạt vị trí thứ nhất trên bảng xếp hạng Gaon Album Chart và đã bán được trên 110.000 bản. Hai đĩa đơn "Starlight" và "Why" của đĩa đều lọt vào top 10 trên bảng xếp hạng Gaon Digital Chart. Trong năm 2016, Taeyeon cũng đã phát hành các đĩa đơn nhạc số "Rain" và "11:11". Hai bài hát lần lượt đạt vị trí thứ nhất và thứ hai trên bảng xếp hạng Gaon Digital Chart.

## Album

### Album phòng thu
| Tựa đề   | Thông tin                                                                                                | Thứ hạng cao nhất | Thứ hạng cao nhất | Thứ hạng cao nhất | Thứ hạng cao nhất | Thứ hạng cao nhất | Thứ hạng cao nhất | Doanh số                    |
| Tựa đề   | Thông tin                                                                                                | HQ                | Úc Dig.           | Pháp Dig.         | NB                | Mỹ Heat           | Mỹ World          | Doanh số                    |
| -------- | --- | ----------------- | ----------------- | ----------------- | ----------------- | ----------------- | ----------------- | --------------------------- |
| My Voice | - Phát hành: 28 tháng 2 năm 2017 - Hãng: SM Entertainment, KT Music - Định dạng: CD, tải nhạc, streaming | 1                 | —                 | —                 | 39                | 19                | 2                 | - HQ: 230,000+ - NB: 8.800+ |
| Purpose  | - Phát hành: 28 tháng 10 năm 2019 - Hãng: SM Entertainment, Dreamus - Định dạng: CD, tải nhạc, streaming | 2                 | 23                | 73                | 25                | 14                | 9                 | - HQ: 222,000+ - NB: 3,007+ |
| INVU     | - Phát hành: 14 tháng 2 năm 2022 - Hãng: SM Entertainment, Dreamus - Định dạng: CD, tải nhạc, streaming  | 2                 | —                 | —                 | 18                | 20                | —                 | - KOR: 247,848 - JPN: 1,594 |

## Đĩa mở rộng
| Tựa đề                                                   | Thông tin | Thứ hạng cao nhất | Thứ hạng cao nhất | Thứ hạng cao nhất | Thứ hạng cao nhất | Thứ hạng cao nhất | Doanh số                                |
| Tựa đề                                                   | Thông tin | HQ                | NB                | ĐL J-Pop          | Mỹ Heat           | Mỹ World          | Doanh số                                |
| -------------------------------------------------------- | --- | ----------------- | ----------------- | ----------------- | ----------------- | ----------------- | --------------------------------------- |
| I                                                        | - Phát hành: 7 tháng 10 năm 2015 - Hãng đĩa: SM Entertainment, KT Music - Định dạng: Tải nhạc, CD, streaming, đĩa than | 2                 | 21                | 2                 | 5                 | 1                 | - HQ: 160,000 - NB: 8.300+ - Mỹ: 2.000+ |
| Why                                                      | - Phát hành: 28 tháng 6 năm 2016 - Hãng đĩa: SM Entertainment, KT Music - Định dạng: CD, tải về, streaming             | 1                 | 30                | 9                 | 15                | 2                 | - HQ: 120,000 - NB: 6,200+              |
| This Christmas: Winter Is Coming                         | - Phát hành: 12 tháng 12 năm 2017 - Hãng đĩa: SM Entertainment, KT Music - Định dạng: Tải nhạc, CD, streaming          | 2                 | —                 | —                 | —                 | 6                 | - HQ: 69,000+                           |
| Something New                                            | - Ngày phát hành: 18 tháng 6 năm 2018 - Hãng: SM Entertainment - Định dạng: Tải nhạc, CD, streaming                    | 3                 | 35                | 28                | —                 | 4                 | - HQ: 74,000+ - NB: 2,500+              |
| Voice                                                    | - Phát hành: 5 tháng 6 năm 2019 - Hãng đĩa: EMI Records, Universal Music Japan - Định dạng: Tải nhạc, CD, streaming    | —                 | 6                 | —                 | —                 | 11                | - NB: 18,700                            |
| #GirlsSpkOut                                             | - Phát hành: 18 tháng 11 năm 2020 - Hãng đĩa: EMI Records, Universal Music Japan - Định dạng: Tải nhạc, CD, streaming  | —                 | 9                 | —                 | —                 | —                 | - NB: 5.278                             |
| What Do I Call You                                       | - Phát hành: 15 tháng 12 năm 2020 - Hãng đĩa: SM Entertainment - Định dạng: Tải nhạc, streaming, CD                    | 4                 |                   |                   |                   |                   |                                         |
| To. X                                                    | - Phát hành: 27 tháng 11 năm 2023 - Hãng đĩa: SM Entertainment - Định dạng: Tải nhạc, streaming, CD                    |                   |                   |                   |                   |                   |                                         |
| "—" cho biết đĩa mở rộng không có mặt trên bảng xếp hạng | |                   |                   |                   |                   |                   |                                         |

## Đĩa đơn

### Với tư cách ca sĩ chính
| Bài hát | Năm  | Thứ hạng cao nhất | Thứ hạng cao nhất | Thứ hạng cao nhất | Thứ hạng cao nhất | Doanh số        | Chứng nhận | Album                            |
| Bài hát | Năm  | HQ Gaon           | HQ Hot            | NB Hot            | US World          | Doanh số        | Chứng nhận | Album                            |
| --- | ---- | ----------------- | ----------------- | ----------------- | ----------------- | --------------- | ---------- | -------------------------------- |
| "I" (feat. Verbal Jint) | 2015 | 1                 | —                 | —                 | —                 | - HQ: 1,822,590 |            | I                                |
| "Rain" | 2016 | 1                 | —                 | —                 | 3                 | - HQ: 1,315,393 |            | SM Station Season 1              |
| "Starlight" (feat. Dean) | 2016 | 5                 | —                 | —                 | 6                 | - HQ: 523,217   |            | Why                              |
| "Why" | 2016 | 7                 | —                 | —                 | 6                 | - HQ: 689,209   |            | Why                              |
| "11:11" | 2016 | 2                 | —                 | —                 | 5                 | - HQ: 1,414,667 |            | My Voice                         |
| "Fine" | 2017 | 1                 | —                 | —                 | 7                 | - HQ: 1,214,489 |            | My Voice                         |
| "Make Me Love You" | 2017 | 4                 | —                 | —                 | 11                | - HQ: 447,673   |            | My Voice                         |
| "This Christmas" | 2017 | 2                 | —                 | —                 | —                 | - HQ: 227,856   |            | This Christmas: Winter is Coming |
| "Something New" | 2018 | 15                | 15                | —                 | 24                | —               |            | Something New                    |
| "Stay" | 2018 | —                 | —                 | 68                | —                 | —               |            | Đĩa đơn không nằm trong album    |
| "Four Seasons" | 2019 | 1                 | 1                 | —                 | 6                 | - TQ: 171,584   |            | Purpose                          |
| "Spark" | 2019 | 2                 | 2                 | —                 | 25                |                 |            | Purpose                          |
| "Dear Me" | 2020 | 20                | 16                | —                 | —                 |                 |            | Purpose                          |
| "Happy" | 2020 | 4                 | 6                 | —                 | 9                 | - Mỹ: 1.000     |            | Đĩa đơn không nằm trong album    |
| "#GirlsSpkOut" (hợp tác với Chanmina) | 2020 | —                 | —                 | —                 | —                 | —               |            | #GirlsSpkOut                     |
| "What Do I Call You" | 2020 | 14                |                   |                   |                   |                 |            | What Do I Call You               |
| "Weekend" | 2021 | 4                 | 4                 |                   | 7                 |                 |            | INVU                             |
| "—" cho biết bài hát không lọt vào bảng xếp hạng hoặc không được phát hành tại khu vực này. Note: Billboard Korea K-Pop Hot 100 được giới thiệu vào tháng 8 năm 2011 và ngừng hoạt động vào tháng 7 năm 2014. Nhưng sau này đã hoạt động lại. |      |                   |                   |                   |                   |                 |            |                                  |

### Cộng tác
| Bài hát                                                                                     | Năm  | Thứ hạng cao nhất | Thứ hạng cao nhất | Thứ hạng cao nhất | Doanh số        | Album                                                   |
| Bài hát                                                                                     | Năm  | HQ Gaon           | HQ Hot            | US World          | Doanh số        | Album                                                   |
| ------------------------------------------------------------------------------------------- | ---- | ----------------- | ----------------- | ----------------- | --------------- | ------------------------------------------------------- |
| "Like a Star" (별처럼) (với The One)                                                        | 2010 | 1                 | —                 | —                 | - HQ: 1.050.000 | Đĩa đơn không nằm trong album                           |
| "Different" (달라) (với Kim Bum-soo)                                                        | 2011 | 2                 | —                 | —                 | - HQ: 1.100.000 | Đĩa đơn không nằm trong album                           |
| "Breath" (với Jonghyun)                                                                     | 2014 | 3                 | 6                 | 8                 | - HQ: 530.000   | SM the Ballad Vol. 2 – Breath                           |
| "Page 0" (với MeloMance)                                                                    | 2018 | 38                | 42                | —                 |                 | Station X 0                                             |
| "Let Me Go" (놓아줘) (với Crush)                                                            | 2020 | 8                 | 14                | —                 | —               | With Her                                                |
| "My Love" (phiên bản song ca) (với Lee Seung-chul)                                          | 2020 | 86                | —                 | —                 | —               | Lee Seung Chul 35th Anniversary Album Special ‘My Love’ |
| "—" cho biết bài hát không lọt vào bảng xếp hạng hoặc không được phát hành tại khu vực này. |      |                   |                   |                   |                 |                                                         |

### Đĩa đơn quảng bá
| Bài hát                                                                                     | Năm  | Thứ hạng cao nhất | Doanh số      | Album                                     |
| Bài hát                                                                                     | Năm  | HQ Gaon           | Doanh số      | Album                                     |
| ------------------------------------------------------------------------------------------- | ---- | ----------------- | ------------- | ----------------------------------------- |
| "Colorful" (컬러풀)                                                                         | 2014 | —                 |               | —                                         |
| "The Blue Night of Jeju Island" (제주도의 푸른 밤)                                          | 2016 | 11                | - HQ: 510,218 | Thanks Band (밴드 고맙삼다) (với Kyuhyun) |
| "Atlantis Princess" (아틀란티스 소녀)                                                       | 2016 | —                 |               | —                                         |
| "—" cho biết bài hát không lọt vào bảng xếp hạng hoặc không được phát hành tại khu vực này. |      |                   |               |                                           |

### Với tư cách khách mời
| Bài hát                                                                                     | Năm  | Thứ hạng cao nhất | Thứ hạng cao nhất | Doanh số        | Album                                        |
| Bài hát                                                                                     | Năm  | HQ Gaon           | Mỹ World          | Doanh số        | Album                                        |
| ------------------------------------------------------------------------------------------- | ---- | ----------------- | ----------------- | --------------- | -------------------------------------------- |
| "Shake that Brass" (Amber Liu hợp tác với Taeyeon)                                          | 2015 | 17                | 4                 | - HQ: 112,504   | Beautiful                                    |
| "Scars Deeper Than Love" (Yim Jae-beom hợp tác với Taeyeon)                                 | 2015 | 53                | —                 | - HQ: 72.892    | Yim Jae Bum 30th Anniversary Album Project 1 |
| "If the World Was a Perfect Place" (Verbal Jint hợp tác với Taeyeon)                        | 2015 | 25                | —                 | - HQ: 57.152    | Go Hard, Pt. 1                               |
| "Don't Forget" (Crush hợp tác với Taeyeon)                                                  | 2016 | 2                 | —                 | - HQ: 1.102.001 | Đĩa đơn nhạc số                              |
| "Lonely" (Jonghyun hợp tác với Taeyeon)                                                     | 2017 | 1                 | 6                 | - HQ: 330,000   | Story Op.2                                   |
| "Angel" (Chancellor hợp tác với Taeyeon)                                                    | 2019 | —                 | —                 |                 | Đĩa đơn không nằm trong album                |
| "—" cho biết bài hát không lọt vào bảng xếp hạng hoặc không được phát hành tại khu vực này. |      |                   |                   |                 |                                              |

## Nhạc phim
| Bài hát                                                                                     | Năm  | Thứ hạng cao nhất | Thứ hạng cao nhất | Doanh số        | Album                                          |
| Bài hát                                                                                     | Năm  | HQ Gaon           | HQ Hot 100        | Doanh số        | Album                                          |
| ------------------------------------------------------------------------------------------- | ---- | ----------------- | ----------------- | --------------- | ---------------------------------------------- |
| "Touch the Sky" (với Jessica, Sunny, Tiffany và Seohyun)                                    | 2007 | —                 | —                 | —               | Thirty Thousand Miles in Search of My Son OST  |
| "If"                                                                                        | 2008 | —                 | —                 | —               | Hong Gildong OST                               |
| "The Little Boat" (với Jessica, Sunny, Tiffany và Seohyun)                                  | 2008 | —                 | —                 | —               | Hong Gildong OST                               |
| "Can You Hear Me"                                                                           | 2008 | —                 | —                 | —               | Beethoven Virus OST                            |
| "Day by Day" (với Jessica, Sunny, Tiffany và Seohyun)                                       | 2008 | —                 | —                 | —               | Beethoven Virus OST                            |
| "It's Love" (với Sunny)                                                                     | 2009 | —                 | —                 | —               | Heading to the Ground OST                      |
| "Motion" (với Jessica, Sunny, Tiffany và Seohyun)                                           | 2009 | —                 | —                 | —               | Heading to the Ground OST                      |
| "Haechi" (với Jessica, Sunny, Tiffany và Seohyun)                                           | 2010 | —                 | —                 | —               | My Friend Haechi                               |
| "I Love You"                                                                                | 2010 | 2                 | —                 | —               | Athena: Goddess of War OST                     |
| "Missing You Like Crazy"                                                                    | 2012 | 2                 | 2                 | - HQ: 1.845.288 | The King 2 Hearts OST                          |
| "Closer"                                                                                    | 2012 | 7                 | 7                 | - HQ: 803.263   | To the Beautiful You OST                       |
| "And One"                                                                                   | 2013 | 2                 | 1                 | - HQ: 946.417   | That Winter, the Wind Blows OST                |
| "Bye"                                                                                       | 2013 | 21                | 19                | - HQ: 163.997   | Mr. Go OST                                     |
| "Love, that One Word"                                                                       | 2014 | 8                 | —                 | - HQ: 371.689   | You're All Surrounded OST                      |
| "Cheap Creeper" (với Jessica, Sunny, Tiffany và Seohyun)                                    | 2014 | —                 | —                 | —               | Make Your Move OST                             |
| "All With You"                                                                              | 2016 | 14                | —                 | - HQ: 142.157   | Moon Lovers: Scarlet Heart Ryeo OST            |
| "Rescue Me"                                                                                 | 2017 | —                 | —                 | —               | Final Life: Even if You Disappear Tomorrow OST |
| "All About You" (그대라는 시)                                                               | 2019 | 1                 | 2                 |                 | Hotel Del Luna                                 |
| "Into the Unknown" (숨겨진 세상)                                                            | 2019 | 26                | —                 |                 | Frozen 2                                       |
| "Kiss Me" (내일은 고백할게)                                                                 | 2020 | 59                | —                 |                 | Em có thích Brahms không?                      |
| "—" cho biết bài hát không lọt vào bảng xếp hạng hoặc không được phát hành tại khu vực này. |      |                   |                   |                 |                                                |

## Bài hát lọt vào bảng xếp hạng khác
| Bài hát                                                                                     | Năm  | Thứ hạng cao nhất | Thứ hạng cao nhất | Thứ hạng cao nhất | Doanh số      | Album                            |
| Bài hát                                                                                     | Năm  | HQ Gaon           | HQ Hot 100        | Mỹ World          | Doanh số      | Album                            |
| ------------------------------------------------------------------------------------------- | ---- | ----------------- | ----------------- | ----------------- | ------------- | -------------------------------- |
| "Lost in Love" (với Tiffany)                                                                | 2013 | 30                | 45                | —                 | - HQ: 172.408 | I Got a Boy                      |
| "Set Me Free"                                                                               | 2014 | 18                | 28                | —                 | - HQ: 119.358 | SM the Ballad Vol. 2 – Breath    |
| "U R"                                                                                       | 2015 | 3                 | —                 | —                 | - HQ: 419.565 | I                                |
| "Gemini"                                                                                    | 2015 | 9                 | —                 | —                 | - HQ: 189.576 | I                                |
| "Farewell"                                                                                  | 2015 | 12                | —                 | —                 | - HQ: 152.071 | I                                |
| "Stress"                                                                                    | 2015 | 14                | —                 | —                 | - HQ: 159.981 | I                                |
| "Secret"                                                                                    | 2016 | 17                | —                 | 7                 | - HQ: 150.201 | SM Station Season 1              |
| "Fashion"                                                                                   | 2016 | 72                | —                 | —                 | - HQ: 37.590  | Why                              |
| "Hands on Me"                                                                               | 2016 | 58                | —                 | —                 | - HQ: 41.351  | Why                              |
| "Up & Down" (hợp tác với Hyoyeon)                                                           | 2016 | 84                | —                 | —                 | - HQ: 34.300  | Why                              |
| "Good Thing"                                                                                | 2016 | 77                | —                 | —                 | - HQ: 37.580  | Why                              |
| "Night"                                                                                     | 2016 | 68                | —                 | —                 | - HQ: 39.102  | Why                              |
| "Cover Up"                                                                                  | 2017 | 13                | —                 | —                 | - HQ: 89.446  | My Voice                         |
| "Eraser"                                                                                    | 2017 | 45                | —                 | —                 | - HQ: 53.831  | My Voice                         |
| "Feel So Fine"                                                                              | 2017 | 10                | —                 | —                 | - HQ: 90.730  | My Voice                         |
| "Fire"                                                                                      | 2017 | 29                | —                 | —                 | - HQ: 64.506  | My Voice                         |
| "I'm OK"                                                                                    | 2017 | 33                | —                 | —                 | - HQ: 61.278  | My Voice                         |
| "I Got Love"                                                                                | 2017 | 20                | —                 | 9                 | - HQ: 75.233  | My Voice                         |
| "Lonely Night"                                                                              | 2017 | 34                | —                 | —                 | - HQ: 62.390  | My Voice                         |
| "Love in Color"                                                                             | 2017 | 28                | —                 | —                 | - HQ: 65.932  | My Voice                         |
| "Sweet Love"                                                                                | 2017 | 35                | —                 | —                 | - HQ: 61.983  | My Voice                         |
| "Time Lapse"                                                                                | 2017 | 21                | —                 | —                 | - HQ: 72.235  | My Voice                         |
| "When I Was Young"                                                                          | 2017 | 27                | —                 | —                 | - HQ: 66.418  | My Voice                         |
| "I Blame On You"                                                                            | 2017 | 49                | —                 | —                 | - HQ: 41,369  | My Voice                         |
| "Curtain Call"                                                                              | 2017 | 54                | —                 | —                 | - HQ: 37,980  | My Voice                         |
| "Let It Snow"                                                                               | 2017 | 58                | 63                | —                 | - HQ: 35,872  | This Christmas: Winter Is Coming |
| "The Magic of Christmas Time"                                                               | 2017 | 65                | 65                | —                 | - HQ: 33,266  | This Christmas: Winter Is Coming |
| "Christmas Without You"                                                                     | 2017 | 82                | 71                | —                 | - HQ: 28,357  | This Christmas: Winter Is Coming |
| "Candy Cane"                                                                                | 2017 | 88                | 74                | —                 | - HQ: 26,346  | This Christmas: Winter Is Coming |
| "I'm All Ears" (겨울나무)                                                                   | 2017 | 94                | 76                | —                 | - HQ: 25,004  | This Christmas: Winter Is Coming |
| "Shhhh" (쉿)                                                                                | 2017 | —                 | 77                | —                 | - HQ: 21,030  | This Christmas: Winter Is Coming |
| "All Night Long" (저녁의 이유) (cùng NCT Lucas)                                             | 2018 | 72                | —                 | —                 |               | Something New                    |
| "Circus"                                                                                    | 2018 | 88                | —                 | —                 |               | Something New                    |
| "I'm the Greatest"                                                                          | 2018 | —                 | —                 | 18                |               | Stay                             |
| "Blue"                                                                                      | 2019 | 20                | 24                | 7                 |               | Purpose                          |
| "Gravity"                                                                                   | 2019 | 32                | —                 | —                 |               | Purpose                          |
| "Here I Am"                                                                                 | 2019 | 34                | —                 | —                 |               | Purpose                          |
| "Find Me"                                                                                   | 2019 | 54                | —                 | —                 |               | Purpose                          |
| "Love You Like Crazy"                                                                       | 2019 | 55                | —                 | —                 |               | Purpose                          |
| "Wine"                                                                                      | 2019 | 65                | —                 | —                 |               | Purpose                          |
| "Better Babe"                                                                               | 2019 | 73                | —                 | —                 |               | Purpose                          |
| "Do You Love Me?"                                                                           | 2019 | 78                | —                 | —                 |               | Purpose                          |
| "LOL" (하하하)                                                                              | 2019 | 87                | —                 | —                 |               | Purpose                          |
| "City Love"                                                                                 | 2019 | 91                | —                 | —                 |               | Purpose                          |
| "—" cho biết bài hát không lọt vào bảng xếp hạng hoặc không được phát hành tại khu vực này. |      |                   |                   |                   |               |                                  |

## Video âm nhạc
| Bài hát                                        | Năm  | Đạo diễn                        |
| ---------------------------------------------- | ---- | ------------------------------- |
| "Breath" (hợp tác với Jonghyun)                | 2014 | Son Young & Jeon Sung-jin       |
| "Shake that Brass" (Amber hợp tác với Taeyeon) | 2015 | Hong Won-ki                     |
| "I" (hợp tác với Verbal Jint)                  | 2015 | Hong Won-ki                     |
| "Rain"                                         | 2016 | Kim Se-hee                      |
| "Starlight" (hợp tác với Dean)                 | 2016 | Im Seong-kwan                   |
| "Why"                                          | 2016 | Im Seong-kwan                   |
| "Why" (phiên bản vũ đạo)                       | 2016 | —                               |
| "11:11"                                        | 2016 | Shin Hee-won                    |
| "I Got Love"                                   | 2017 | Kim Woo-je                      |
| "Fine"                                         | 2017 | Seong Chang-won                 |
| "Make Me Love You"                             | 2017 | Oui Kim                         |
| "This Christmas"                               | 2017 | Shin Hee-won                    |
| "I'm all Ears"                                 | 2018 | Không rõ                        |
| "Something New"                                | 2018 | Min Je Hong                     |
| "Stay"                                         | 2018 | Không rõ                        |
| "Page 0" (với MeloMance)                       | 2018 | Koh Inkon (Better Taste Studio) |
| Four seasons                                   | 2019 |                                 |
| Voice                                          | 2019 |                                 |
| Spark                                          | 2019 |                                 |
| Dear me                                        | 2020 |                                 |
| Happy                                          | 2020 |                                 |
| #GirlsSpkOut                                   | 2020 |                                 |
| HAPPY                                          | 2020 |                                 |
| WHAT DO I CALL YOU                             | 2020 |                                 |
| WEEKEND                                        | 2021 |                                 |
| CAN'T CONTROL MYSELF                           | 2022 |                                 |
| INVU                                           | 2022 |                                 |
| To. X                                          | 2023 |                                 |